# Älgsjön (Hällestads socken, Östergötland)
Älgsjön är en sjö i Finspångs kommun i Östergötland och ingår i Motala ströms huvudavrinningsområde. Sjön har en area på 2,53 kvadratkilometer och ligger 82 meter över havet.

## Delavrinningsområde
Älgsjön ingår i det delavrinningsområde (652604-148479) som SMHI kallar för Utloppet av Älgsjön. Medelhöjden är 86 meter över havet och ytan är 7,18 kvadratkilometer. Det finns inga avrinningsområden uppströms utan avrinningsområdet är högsta punkten. Vattendraget som avvattnar avrinningsområdet har biflödesordning 3, vilket innebär att vattnet flödar genom totalt 3 vattendrag innan det når havet efter 70 kilometer. Avrinningsområdet består mestadels av skog (37 procent) och sankmarker (19 procent). Avrinningsområdet har 2,56 kvadratkilometer vattenytor vilket ger det en sjöprocent på 35,6 procent.